# الشبكة (تيولي)
الشبكة هو دُوَّار يقع بجماعة تيولي، إقليم جرادة، جهة الشرق في المملكة المغربية. ينتمي الدوّار لمشيخة تيولي التي تضم 14 دوار. يقدر عدد سكانه بـ 85 نسمة حسب الإحصاء الرسمي للسكان والسكنى لسنة 2004.

## روابط خارجية
- البوابة الوطنية للجماعات الترابية
- المندوبية السامية للتخطيط